# Баница (Сер)
Баница (грч. Καρυές, Каријес) је бивше насељено место у општини Сер у периферији Средишња Македонија, Грчка.
Према бугарском географу и историчару, Василу Канчову, у Баници је 1900. године живело 840 Словена хришћана. Током Другог балканског рата село је настрадало од грчке војске а становништво је протерано у бугарски део Македоније. После рата део мештана се вратио у село, које је 1920. имало 107 житеља. Међутим, због притиска грчких власти у наредним годинама повратници напуштају село.
Овде је 4. маја 1903. године погинуо вођа и идеолог ВМОРО Гоце Делчев и још тројица његових сабораца. Османлије су у одмазди топовима гађале село и потом га запалиле. Том приликом девет мештана је страдало и 24 ухапшено.